# Klippans kapell
Klippans kapell är ett kapell i samhället Klippan i Klippans kommun. Det tillhör Klippans församling i Lunds stift.

## Historik
I en stadsplan för Klippan från år 1915  finns en kyrka inritad i den nuvarande stadsparken. År 1932 inköptes mark till en kyrkogård och länsarkitekt Nils A. Blanck fick i uppdrag att göra ritningar till kapell och kyrkogård. Kapellet uppfördes år 1935 och i januari 1936 genomfördes avsyning med kyrkoråd, entreprenörer och arkitekt. Kapellet användes även för gudstjänster innan Sankt Petri kyrka tillkom år 1966.

## Kapellet
Kapellet har en stomme av tegel och består av ett långhus med nordsydlig orientering. Vid södra kortsidan finns ingången och ett kyrktorn som är bredare än långhuset. Koret finns vid norra kortsidan. Väggarna är slamputsade och vitmålade. Långhuset och tornet har sadeltak täckta med röda enkupiga tegelpannor. Grunden och källarmurarna är av betong. Under en del av kapellet finns ett bårhus som nås med trappa och hiss vid norra gaveln.

## Inventarier
- I kapellets kor hänger en gobeläng som är vävd 1987 av Lisa Fajersson och som visar närbelägna kyrkor.
- Orgeln är en digitalorgel av märket Viscount.
- Kyrkklockan är gjuten 1935 av M & O Ohlssons klockgjuteri i Ystad.
- Kapellet hade ursprungligen en predikstol men den avlägsnades år 1984.

## Kyrkogården
Kyrkogården är samtida med kapellet och är anlagd efter ritningar av kapellets arkitekt Nils A. Blanck. Nordväst om kapellet intill kyrkogårdens stenmur finns en ekonomibyggnad som är uppförd år 1959 och tillbyggd år 1978. En minneslund har tillkommit år 1980.

## Bildgalleri

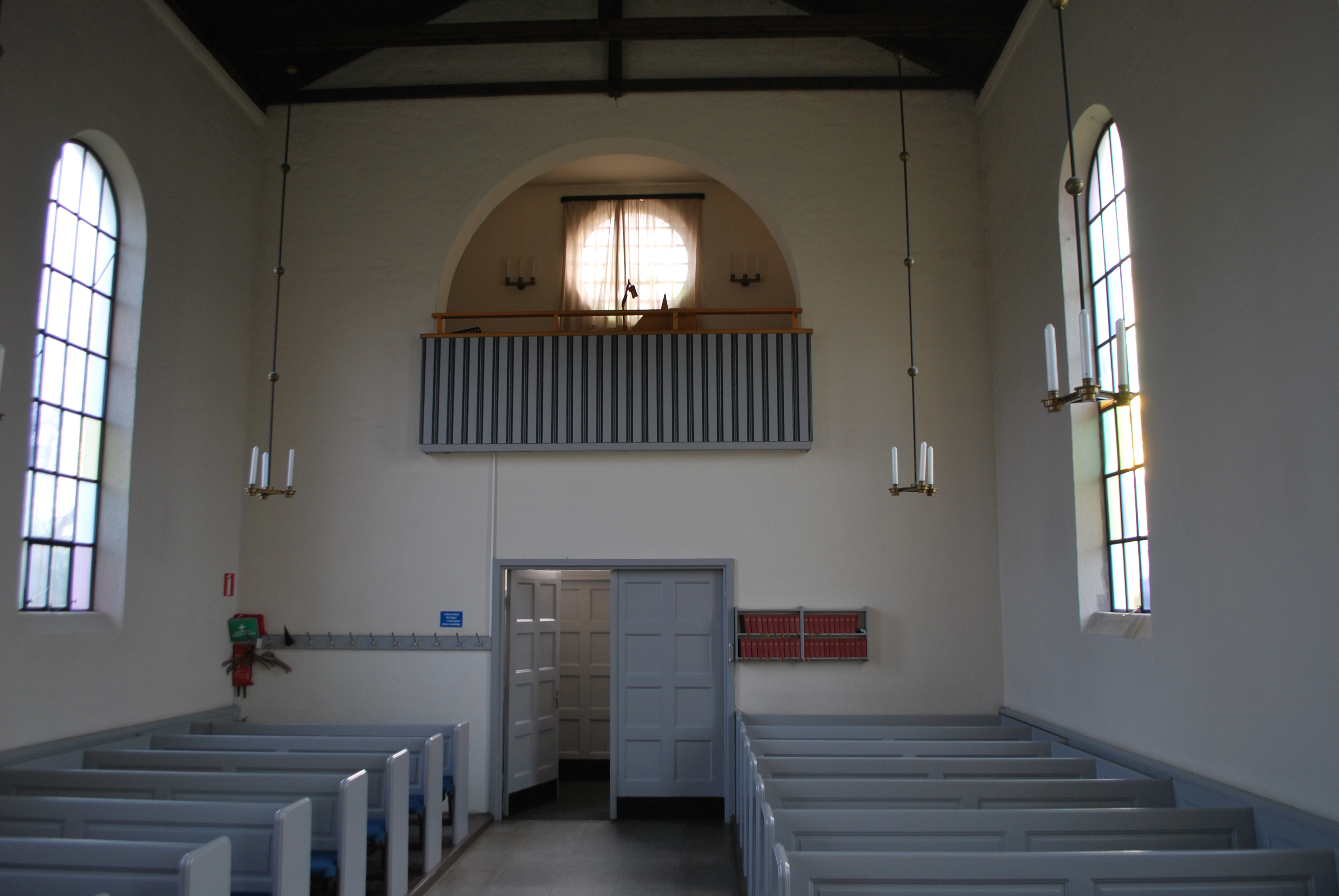
Kyrkorum mot ingång
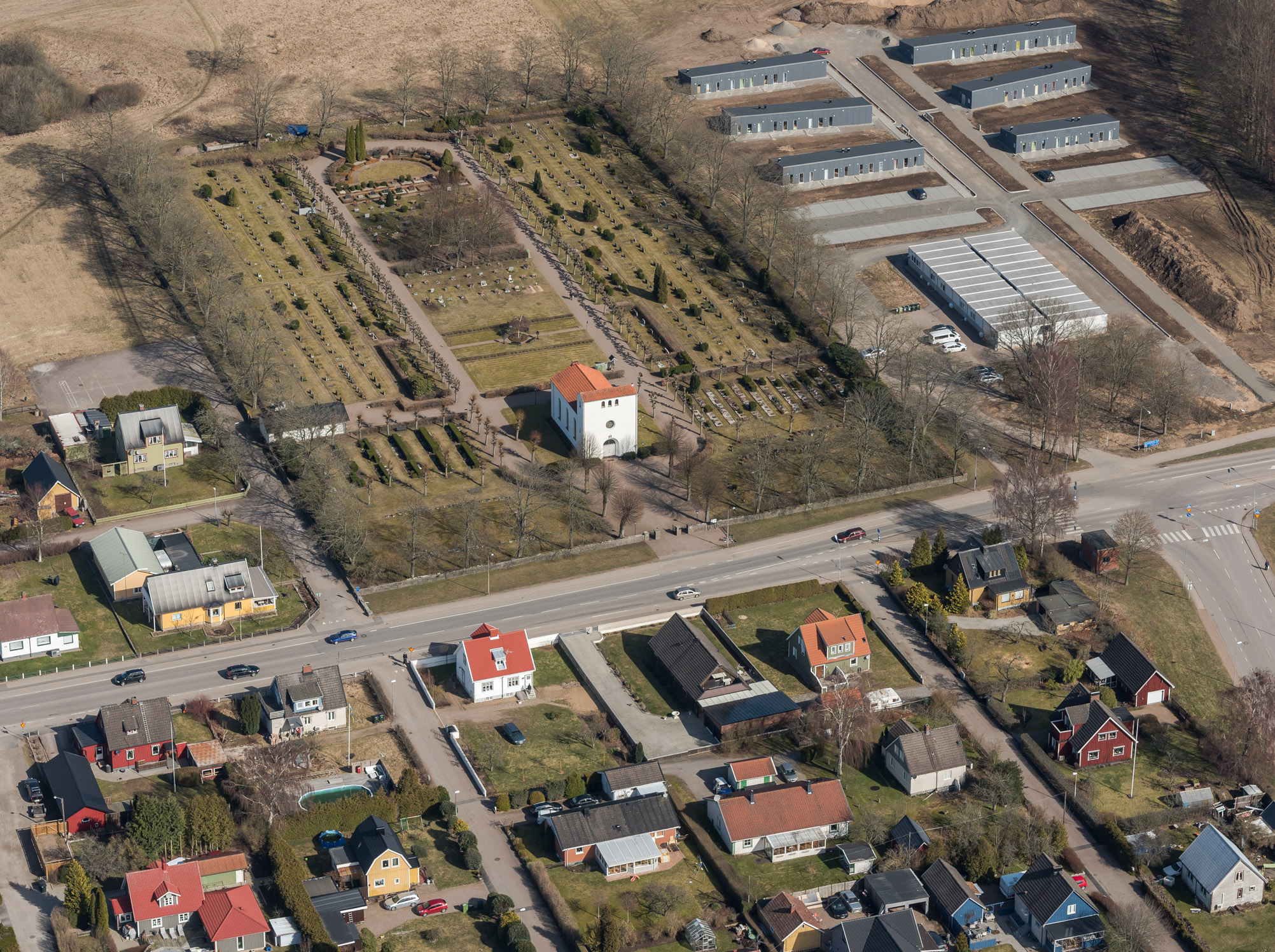
Flygvy över kyrkplatsen